# Enhet, framsteg och demokrati
Enhet, framsteg och demokrati (spanska: Unión, Progreso y Democracia, förkortat UPyD eller UPD) är ett spanskt socialliberalt politiskt parti grundat i september 2007. Partiet härstammar från den baskiska autonoma regionen och motsätter sig baskisk självständighet, men riktar sig även till väljare utanför Baskien. I januari 2008 hävdade partiet att det hade fått 4 000 medlemmar på bara några veckor.
Partiet ingår inte i något europeiskt parti, men dess Europaparlamentariker sitter i Gruppen Alliansen liberaler och demokrater för Europa.

## Historik
I valen till Deputeradekammaren 2008 erhöll UPyD ett enda mandat, genom Rosa Díez (tidigare europaparlamentariker) i valdistriktet Madrid.
Tre år senare, i de allmänna spanska valen 2011, växte dock partiet till en betydande politisk kraft. Med drygt 1,1 miljoner röste (4,7 procent av de röstande) erövrades 5 platser i Deputeradekammaren.
Vid de allmänna valen 2015 hade dock väljarstödet från 2011 förlorats. Partiet lockade knapp 150 000 röster (0,62 procent) och hamnade utanför tilldelningen av mandat i Deputeradekammaren.

## Politik
UPyD förespråkar en socialliberal politik, samtidigt som man bestämt motsätter sig regionalismen och separatismen i sin födelseregion. Denna "tredje väg" visade sig framgångsrik på riksplanet 2011, då partiet framstod som ett alternativ till de två stora partierna Partido Popular och PSOE.
Vid valen 2015 lanserades två andra nya reformistiska politiska krafter i spansk politik – Podemos och Ciudadanos. Båda dessa erbjöd nya alternativ till de två stora partierna, Podemos med en tydligare vänsterprofil och Ciudadanos med en socialliberal och centralistisk mittenpolitik. Resultatet blev att UPyD helt förlorade sin väljarbas på riksplanet (i stor utsträckning till Ciudadanos), samtidigt som man inte längre ville profilera sig som ett baskiskt parti.
2016 erbjöd sig UPyD att gå till val i det baskiska regionalvalet på samma plattform som Ciudadanos.